# Zeuctoboarmia viverra
Zeuctoboarmia viverra är en fjärilsart som beskrevs av Claude Herbulot 1981. Zeuctoboarmia viverra ingår i släktet Zeuctoboarmia och familjen mätare. Inga underarter finns listade i Catalogue of Life.